# アイリーン・ヒラノ・イノウエ
アイリーン・ヒラノ・イノウエ（英: Irene Hirano Inouye、旧姓：ヤスタケ〈英: Yasutake〉、1948年10月7日 - 2020年4月7日）は、米日カウンシルの初代会長。2009年の創設以来、2020年に亡くなるまでこの任に当たった。
彼女は日米間の前向きな関係を構築しようと目指し、慈善事業や社会貢献、社会的大義の推進などの指導者となった。多くの著名な非営利団体で活動し、フォード財団評議員会で会長を務めた。1988年から2008年にかけてはロサンゼルスにある全米日系人博物館で館長ならびに初代最高経営責任者 (CEO) を務めた（博物館は後にスミソニアン学術協会と合併した）。

## 生まれと家族
ヒラノ・イノウエは、1948年10月7日にカリフォルニア州ロサンゼルス・ロングビーチで、日系三世として生まれた。父方の祖父母は福岡県出身で、母は日本生まれだった。父はアメリカ陸軍に所属していたが、第二次世界大戦開戦により除隊が延期され、戦時中はアメリカ陸軍情報部の一員として働いた。幼少期は日系人の多いガーデナで、両親に加えて父方の祖父と同居して生活した。南カリフォルニア大学公共行政学プログラムに進学したが、プログラム中女子生徒はわずかに3人で、1970年に公共行政学分野で学士号を取得した。1972年には同じく公共行政学修士号を取得した。在学中には南カリフォルニア大学のデルタ・ファイ・カッパ (Delta Phi Kappa) に所属していた。妹のパティ・ヤスタケは『新スタートレック』などでナース・オガワ (Nurse Ogawa) 役を演じて人気となった。

## キャリア

### 初期：非営利団体にて
ヒラノ・イノウエは人生を非営利団体での活動に捧げた人物である。行政学分野における最初の仕事は、T・H・Eクリニック（英: The T.H.E. Clinic; To Help Everyone Clinic）常任理事職で、クリニックは低所得から中所得までの女性・家族に対する地域医療施設として非営利で運営されていた。彼女はこのクリニックで13年間働き、ジェンダーや文化的背景によってニーズが異なるということを、社会に理解してもらう必要があると痛感する。

### 女性の社会参画への活動
1976年、彼女はカリフォルニア州知事から「女性の地位に関するカリフォルニア州委員会」(the California Commission on the Status of Women) の会長に任命される。彼女はカリフォルニア州全体を隈無く回り、「アジア系アメリカ人女性が軽視されている」("Asian American women were invisible") と感じるようになる。この委員会では後にベイ・エリア・ラピッド・トランジット・ディストリクト会長になるキャロル・ウォード・アレンやカリフォルニア州議会議員になるハンナ＝ベス・ジャクソンとも働いた。
1980年、ヒラノ・イノウエはロサンゼルスで「アジア系女性ネットワーク」(The Asian Women's Network) を立ち上げ、初代会長となった。その後も彼女は、アジア系アメリカ人コミュニティだけでなく、日米両国で女性のエンパワーメントに関する活動に数多く携わった。2013年と2014年には、東京で行われたウィメン・イン・ビジネス・サミット (The Women in Business Summit) の開催を手助けした（在日米国商工会議所が協賛した）。2014年と2016年には、アメリカ合衆国を代表して、日本で行われた国際シンポジウム・国際女性会議WAW! (World Assembly for Women) に参加した。

### 博物館運営の指揮
1988年、ヒラノ・イノウエは全米日系人博物館の館長・会長に就任した。全米日系人博物館は、アメリカ合衆国の歴史において不可欠な働きをした日系アメリカ人たちの歴史を伝える、全米で初めての博物館だった。1992年の開館以来、博物館は歴史に関する展覧会や、他の団体・博物館との交流を通じて、その任務を果たし続けてきた。また、第二次世界大戦中に行われた日系人の強制収容や、当時米軍として働いた日系アメリカ人たち、補償、更に市民権などに関して、資料保全・調査・教育の最前線として活動を続けている。彼女の親族にも、第二次世界大戦中に収容所生活を経験した者が数多くいるという。1999年1月には、85,000平方フィート (7,900 m2)の展示館が追加オープンした。彼女は博物館での仕事を始めてから、日本のことをよく知らない日系三世が少なくないことを知り、博物館が日系人の歴史を受け継いで伝えていく場所であってほしいと話している。また2001年に起きたアメリカ同時多発テロ事件の際には、第二次世界大戦中の日系人強制収容などの歴史から、日系人グループとして博物館を通じアラブ系アメリカ人への連帯と支援を呼びかけている。
1994年、彼女は大統領芸術・人文科学委員会の席で、当時のアメリカ合衆国大統領だったビル・クリントンと面会している。

### 日米関係の強化
ヒラノ・イノウエは米日カウンシルの初代会長を務めた。米日カウンシルは2009年に設立され、本部をワシントンD.C.、事務所をロサンゼルスと東京に置いている。会は「日米関係を強化すべく、多様なリーダーを育成し、つなげる組織」を目標に掲げている。彼女はこの前年にアメリカ合衆国上院議員のダニエル・イノウエと結婚していた。
彼女は他の日系アメリカ人リーダーたちとこのカウンシルを立ち上げ、日系アメリカ人が再び日本と繋がる機会を提供したいと考えた。彼女は日系アメリカ人のコミュニティや若い日系人たちが、先祖の祖国である日本と繋がることの重要性を感じ取り、日米関係を強化する重要な方法であると考えていた。ヒラノ・イノウエは日本政府の日系アメリカ人指導者代表団の事業で、数年に渡ってアメリカ代表団を率いて日本を訪れており、二国間関係の基盤である人的交流を支援する上で、日系アメリカ人コミュニティには未開の可能性があると認識していた。また、多くの日系アメリカ人が各職業で日米関係に取り組んできたものの、日米関係に取り組むリーダーたちの組織を作る時が来たのではないかとも考えた。これらの理由から、ヒラノ・イノウエは日米関係構築に尽力している、また尽力したいと約束する日系人リーダーたちを呼び集めた（メンバーは全て異業種になるよう選ばれた）。カウンシルの役割はアメリカの日系人リーダーたちを繋ぎ、同様に日本のリーダーたちも繋いで、同じ指命や展望を持つ多様なリーダーたちを繋ぐことにある。
カウンシルは規模を拡大させ、参加者も多様化し、特徴的なプログラムを多数擁するなど活動の幅を広げていった。カウンシルが主催するプログラムには、在米日系人リーダー訪日プログラム（英: the Japanese American Leadership Delegation、JALDプログラム）、アジア系アメリカ人リーダー訪日プログラム (the Asian American Leadership Delegation)、新生リーダープログラム (the Emerging Leaders Program)、また両国の政府・ビジネス・シビル・ソサエティの指導者たちが集合する年次集会などがある。
東日本大震災後の2011年より、米日カウンシルは東京にある駐日アメリカ合衆国大使館と共に「TOMODACHIイニシアチブ」（英: the TOMODACHI Initiative）を実施している。この会はトモダチ作戦の流れを引き継ぐ形の官民協働として作られ、日本政府の支援も受けて、日米関係を牽引する次世代のリーダーを育てることを目指している。TOMODACHIイニシアチブは、相互に利益がある戦略的目標を達成するために、政府が民間の事業・組織に参加した事業であり、アメリカ合衆国のパブリック・ディプロマシーで革新的なパラダイムとなった。プログラムでは若い日本人・アメリカ人に、互いの国で勉強・生活・就労する機会を与え、両国間パートナーシップを発展させるよう運営されている。

### 非営利団体での活動
彼女は2006年からフォード財団の評議員を務め、2010年には評議員会長に指名された。またクレスギ財団でも評議員を務め、同じく評議員会長になった。2013年に起きたデトロイト市の財政破綻の際には、これらの財団を通じて財政支援を行った。また、インデペンデント・セクターならびにワシントン・センター (The Washington Center) でも評議員を務めた。また夫ダニエル・イノウエの名を冠したダニエル・K・イノウエ協会 (The Daniel K. Inouye Institute) の設立にも尽力し、協会の出資した事業の視察にも度々訪れていた。
2016年には、出身校南カリフォルニア大学の慈善事業・公共政策センター (The Center on Philanthropy and Public Policy) が、社会が直面する問題の解決に向け、リーダーシップを追い求める研究・プログラムを支援する基金を立ち上げた。この基金はヒラノ・イノウエに敬意を表して、アイリーン・ヒラノ・イノウエ慈善事業指導者基金 (Irene Hirano Inouye Philanthropic Leadership Fund) と名付けられた。

### 受賞と社会的認識
ヒラノ・イノウエには、名誉毀損防止同盟、女性有権者同盟、全米教育協会、南カリフォルニア大学同窓会 (The University of Southern California Alumni Association) 、リバティ・ヒル財団、アラブ系アメリカ人国立博物館、アジア系アメリカ人連合 (The Asian American Federation) 、アジア系アメリカ人正義センター (The Asian American Justice Center) 、アジア太平洋に対するリーダーシップ教育 (The Leadership Education for Asian Pacifics) をはじめとした団体での功績が認められ、数多くの賞が与えられた。
2012年には国際交流基金から国際交流基金賞が贈られた。また2015年には南メソジスト大学から名誉博士号、2016年にはニューヨーク日本商工会議所からイーグル・オン・ザ・ワールド賞 (Eagle on the World Award) が贈られた。また2016年には、フォーブス・ジャパンの選ぶ日本の女性リーダー55人（世界で闘う「日本の女性」55人）に選出された。

## 私生活
ヒラノ・イノウエは1971年にロナルド・ヒラノ (Ronald Hirano) と結婚し、娘ジェニファー・ヒラノ (Jennifer Hirano) を儲けたが、1987年に離婚した。2008年5月24日には、ビバリーヒルズでハワイ州選出のアメリカ合衆国上院議員、ダニエル・イノウエと再婚した。イノウエは2006年に長年連れ添った先妻を亡くしており、双方にとって再婚であった。この結婚式ではヒラノ・イノウエの娘がメイド・オブ・オナーを務めた。夫ダニエル・イノウエを2012年12月に亡くした後、彼女はダニエル・K・イノウエ国際空港改称式典への出席や、ダニエル・K・イノウエ協会の活動など、夫の功績を伝える事業へ積極的に取り組んだ。
2020年1月、彼女は長年務めた米日カウンシルの仕事から年内に退任することを発表した。2020年4月7日、彼女はロサンゼルスで平滑筋肉腫のため71歳で亡くなった。長年にわたって日米関係の発展に尽力した彼女の死に際して、日本政府からも外務大臣談話という形で追悼の意が示された。同年5月には、長年日米関係に尽力したことが讃えられ、旭日中綬章が追贈された。